# オタマジャクシ

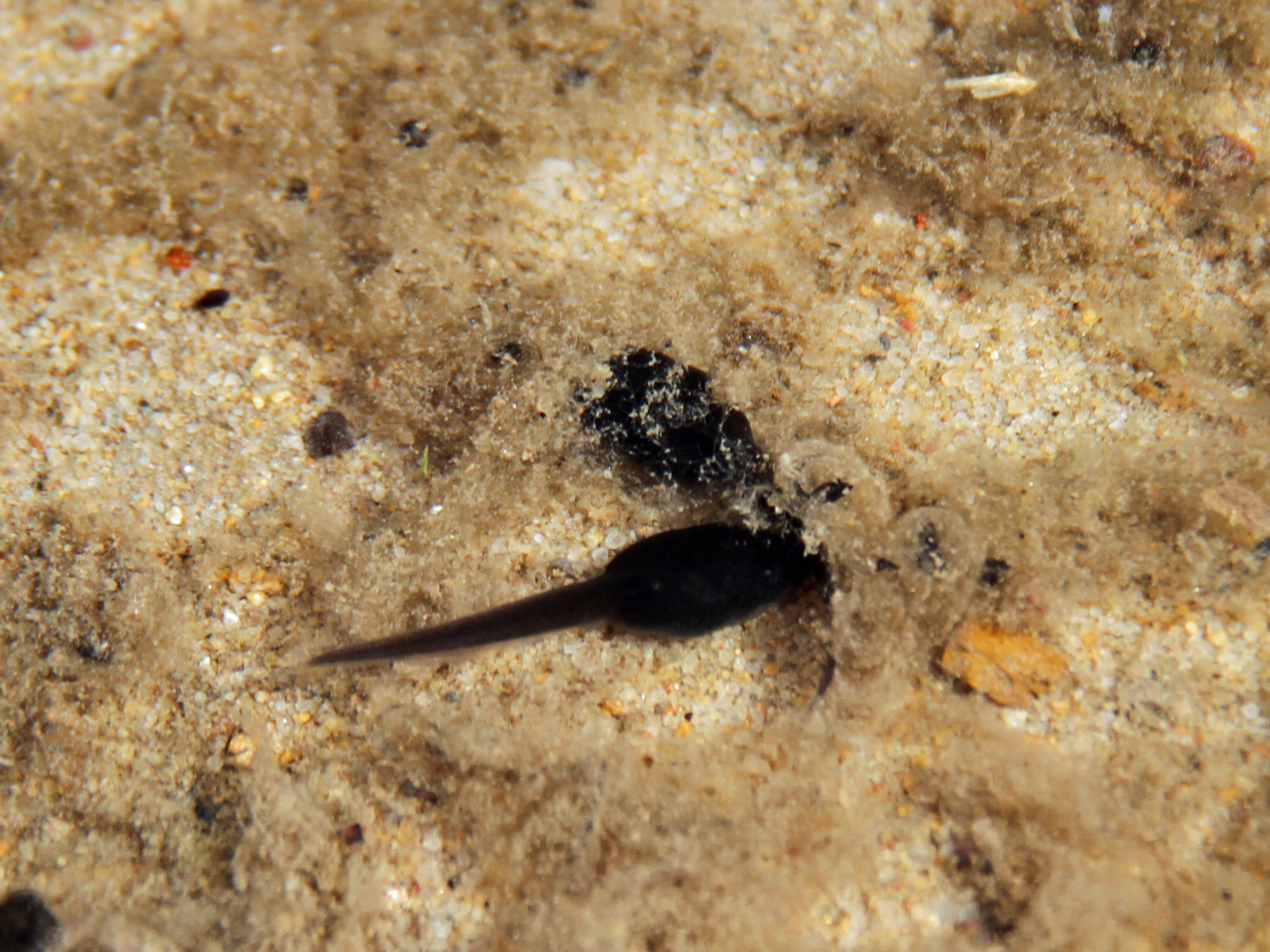
オタマジャクシ

オタマジャクシ（お玉杓子）は、カエルの幼生の総称。胴体は球形に近く、四肢はなく、尾が発達し、鰓（えら）呼吸をする。
水田や池など身近な淡水域で見られ、古くから親しまれている。

## 生物的特徴

### 概要

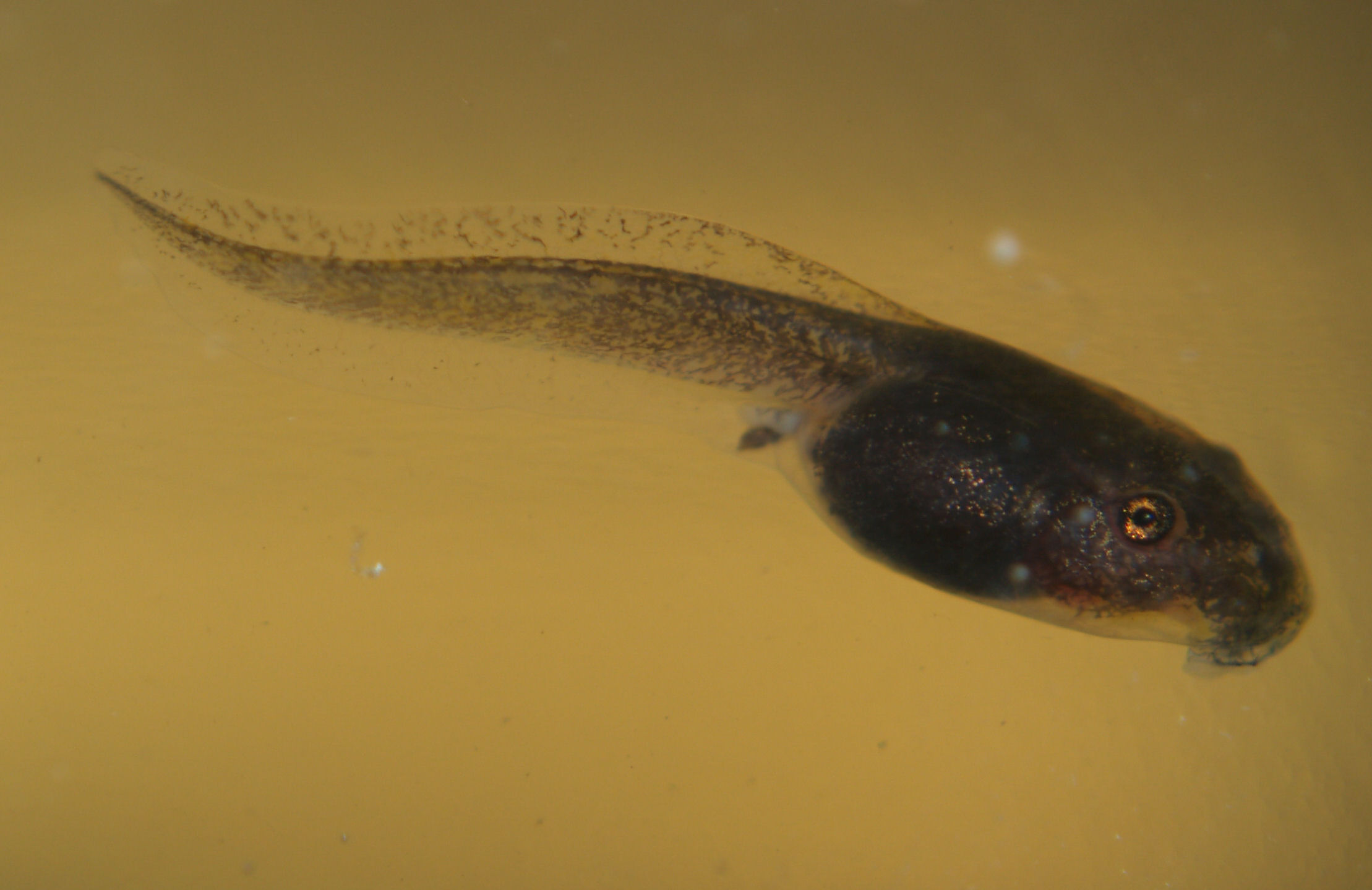
オレンジthighedカエル（en、オーストラリア産アマガエルの一種）のオタマジャクシ

その名称は、調理器具の玉杓子に似ていることから付けられた。カエル類の一般的な幼生は、親との外見の相違が大きく、また魚類にも見えない独特の形である。正確には、肺魚（魚類）や山椒魚（両生類）とその特徴が類似しているところもあり、魚類から両生類への進化の過程を垣間見ることができる。水中で泳いでいることから両生類の粘膜状の皮膚も嫌悪を感じさせず、愛嬌のある小動物として認知される。
有尾類の幼生も便宜上オタマジャクシと呼ばれる場合があり、例えば「サンショウウオのオタマジャクシ」などという表現もある。ただしこれらは外鰓（がいさい）が発達すること、早い段階で成体にかなり近い体形であることなどから、あまり一般的ではない。
魚類では全体に流線形など滑らかな体形が多く、胴体だけが大きいオタマジャクシの体形は魚類とも大きく異なる。いずれにせよ、オタマジャクシの形は独特で、それを表現する言葉として「オタマジャクシ型」が通用する。例えば、楽譜に使われる音符や動物の精子を「オタマジャクシ」と呼んだり、学術面でもホヤのオタマジャクシ型幼生の例もある。もっとも、オタマジャクシにも様々な例があり、ヒメアマガエルやツメガエルなど遊泳性の強い分類群では魚に近いプロポーションのものもある。

### 構造

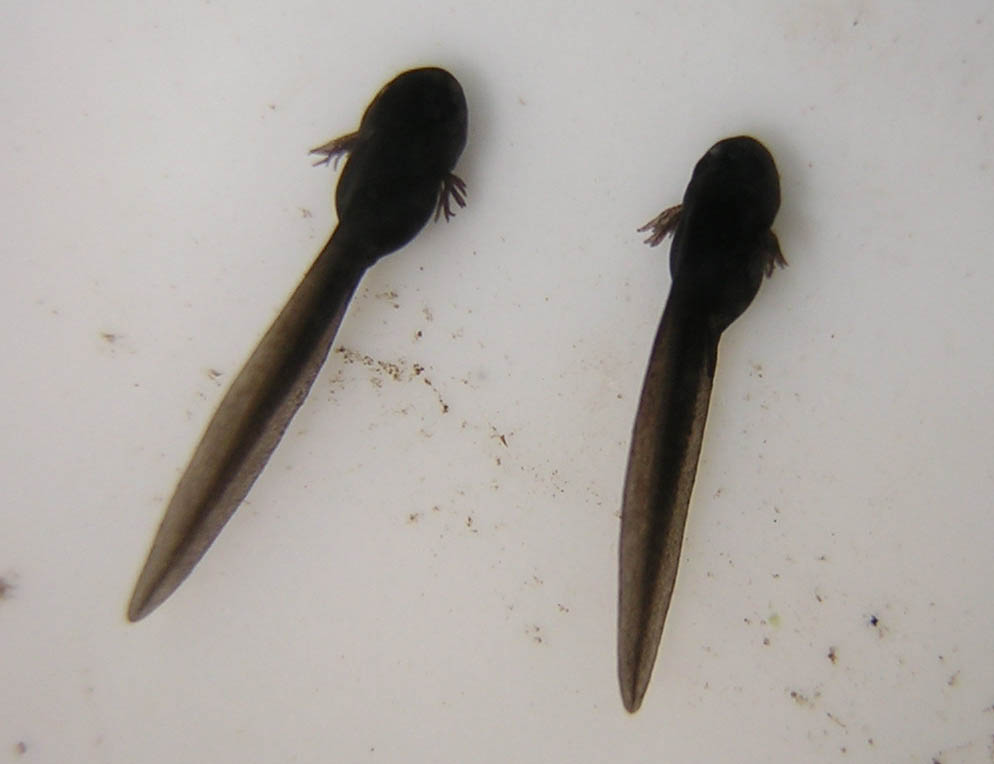
初期のオタマジャクシ（外鰓が確認できる）

孵化までの変化

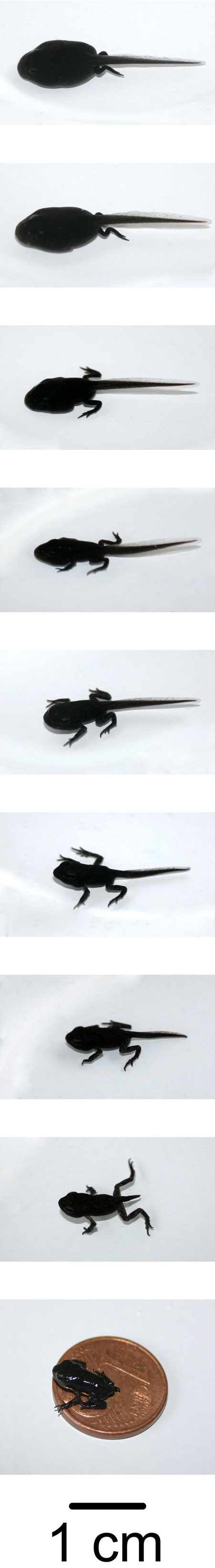
ヨーロッパヒキガエルの変態過程

全体は頭と腹からなる胴部と尾部にはっきりと区別できる。頭と腹の区別がはっきりせず、首がくびれない点は親に似ているとも言えるが、それ以外の点は大きく異なる。骨格のほとんどが軟骨であるが、成長に従って硬化する。眼は頭部上面両端から側面にあるが親のようには突出せず、小さい。口は先端下側にあって大きく開かない。また、口の周囲には襞（ひだ）と細かい歯があって、餌を削り落として食べる。なお、この襞の部分の構造は種の区別点としても使われる。アフリカツメガエルのオタマジャクシは口のそばに一対の髭（ひげ）を持つ。
魚と同様に側線をもち、水流や水圧を感じる。なお、成体になると、側線はアフリカツメガエルなどの一生を水中で生活する種を除いて消失する。
頭部の後ろに内鰓があり、そこに鰓孔（さいこう）が開く。左右一対もつ種もあるが、日本産のものは全部左側にだけ鰓穴（さいけつ）がある。鰓孔はやや管状に出て、後ろ向きに開く。有尾類の幼生は外鰓をもつが、カエルでは外鰓は孵化直後にわずかに発達してその後は退化し、オタマジャクシはほぼ内鰓で呼吸する。
腹部は大きく膨らみ、渦を巻くようにして長い腸が収まる。純肉食性の親に対してオタマジャクシは雑食性のものが多く、腸は親よりはるかに長い。腸が渦巻く様は皮膚を通して体外から視認できる。

### 変態
オタマジャクシは変態がはっきりしているのも特徴である。有尾類の場合、幼生にはかなり初期に四肢が生え、その後、外鰓を失って変態するが、それらの過程は長くてゆるやかに見える。オタマジャクシの場合、手足の出現と内鰓の消失の時期がほぼ前後し、さらにこの時に尾もなくなるので、変化が大きく急激である。
神経胚以前の発生は表層回転や胚発生を参照。
神経胚のあと、尾芽胚になる。この時期を尾芽胚期という。尾芽胚は生物学的にはオタマジャクシには含まれないが、形態は神経胚期の胚と違ってオタマジャクシに近い風貌となる。また、尾芽胚期を経験するのは無尾目と有尾目のみである。
次に外鰓期に入る。外鰓期は生物学的には幼生つまりオタマジャクシである。外鰓期は無尾目のほか有尾目にも存在し、有尾目の外鰓期初期と無尾目の外鰓期の形態はほぼ同じである。ただし、有尾目の外鰓期は上記の通り、オタマジャクシと呼ばれることは稀である。外鰓期は、3対の外鰓によって呼吸する。
次に内鰓期に入る。外鰓が消失し、オタマジャクシと言われて思い浮かべる風貌となる。そのうちに四肢が生え始める。四肢は、まず後肢が出て、続いて前肢が現れる。特徴的なのは、この前肢が皮膚の下に形成されることで、出来上がった後に皮膚を破るようにして出てくる。ちなみに、鰓穴が開いている左の前足がより早く出る。また、尾はアポトーシスによって次第に内部が崩れ、胴部に吸収されるようにしてなくなる。それらに前後して体の形も成体のそれに変わる。カエルの成体は陸上生活をするものが多く、それらは変態後に上陸する。
幼生の体の半分以上が尾であるから、これがなくなることで全長は一時的に短くなる。その後は子ガエルが成長し、やがて幼生時以上の全長となる。ただし、親の方がずっと小さいままのアベコベガエルという種類も知られる。アベコベガエルの幼生は20cmに達するが、成体は最大7cmほどしかない。
なお、変態には甲状腺ホルモンが作用していることが知られている。

#### オタマジャクシの期間
孵化から変態までに要する期間は、種によって異なる。日本では（移入種であるが）ウシガエルが特に長くて1 - 2年を要し、途中で越冬する。他にツチガエルでも越冬幼生が知られるが、それ以外はほとんどは年内に変態する。ニホンヒキガエルで2か月半程度。短い方ではニホンアマガエルなどは1か月半ほどで変態に至る。

### 習性
多くは水底周辺をゆらゆらと泳ぎ、それほど活発ではない。水草や基物の表面の藻類（バイオフィルム）、デトリタスなどをこそげ取るようにして食べるが、動物の死体なども口にする。飼育下では茹でたホウレンソウ、薄く削った鰹節などをよく食べるが、メダカなどと同じ水槽で飼うとメダカは食べられてしまう場合が多く、食料不足では共食いも行い獰猛なところもある。
中にはヒメアマガエルのようにむしろ中層や表層近くで泳ぐものもあり、その姿はややメダカなどの魚類に似る。これらは水中の微粒子やプランクトンなどを吸い取って食べる。

### 生息環境
多くの種が静かな淡水に生息する。流れのある所に生息するものや、渓流に棲むものもある。日本ではカジカガエルやナガレヒキガエルが渓流に生息するが、それらのオタマジャクシは口が吸盤になっており、岩に張り付いて流されないようになっている。
種によっては、一時的な水たまりにもよく生息する。一生を水中で生活する魚とは異なり、種によっては数週間で上陸するので、変態できる時間さえあれば生育が可能となる。アマガエルは約1か月半で変態し、このような水域でも十分に生育する。ただし、時には干上がった水たまりの底にオタマジャクシの死体が固まっているのを見ることもある。このような事態に陥るカエルの種類はほぼ決まっているが、これらは様々な水域に産卵する小卵多産型のものが多く、そのために個体数が激減することなどにはつながりにくい。

### 季節

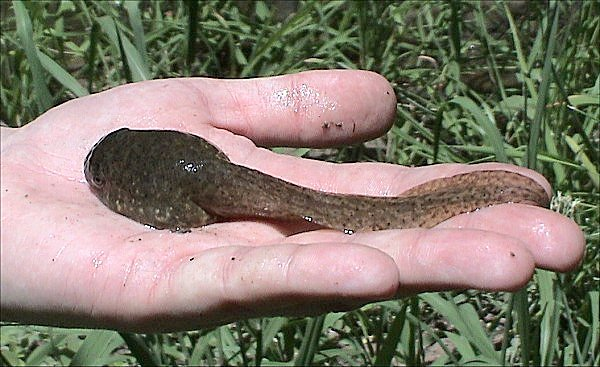
ウシガエルのオタマジャクシ

日本では、大抵どこでも、いつであろうとも、何らかの種のカエルの幼生、オタマジャクシを見ることができる。これは、当然ながらカエルの産卵時期に連動している。真冬にはヒキガエルやアカガエルが産卵し、春にはシュレーゲルアオガエル、初夏には多くのカエルが産卵する。中でもツチガエルやウシガエルはそれが9月まで続く。従って、やはりオタマジャクシは夏に多い。冬に産卵する種が孵化するまではオタマジャクシはほとんど見られなくなるが、ツチガエルとウシガエルはオタマジャクシでの越冬が知られる。
ただし、日本の稲作では乾田化や農薬の使用が進められ、水田のオタマジャクシを減少させる原因となっている。冬季に産卵するアカガエルや幼生時期が長いトノサマガエルは各地で個体数が激減しているが、これは夏の一時的な水抜きや冬の水抜きなどが影響を及ぼしていると言われる。

### 自然界における役割
カエルは幼生期のみの水棲動物であり、成体が陸を移動するので、孤立した一時的な水たまりにも生息可能である。また、一次および二次消費者であることから、そのような環境における小型動物として特異な位置を占め、タガメやゲンゴロウ等の大型の水生昆虫や水鳥などの高次消費者にとっては重要な食料である。特に日本では水田の面積が広く、そこではオタマジャクシはほとんど優占的な位置にある。例えば水田ではヌマガエル・ツチガエル・アマガエルなど複数種のオタマジャクシが見られる。

## 大衆文化
初めに述べた通り、その名の由来からして身近な小動物として日本人に親しまれてきたことを示すオタマジャクシは、童謡などでも歌い継がれてきている。永田哲夫と東辰三によって作詞された童謡『お玉じゃくしは蛙の子』は、アメリカ民謡『リパブリック讃歌』を原曲とする。また同じ題と歌詞で、ハワイ民謡「Na Moku 'Eha」から採譜した、灰田勝彦の歌による歌謡曲も作られた。
その形からの連想により比喩としても用いられることが少なくない。音符そのものをこの名で呼び、楽譜から音楽にまで対応させることがある。実例を挙げれば、民族音楽学者・小泉文夫の著書名『おたまじゃくし無用論』などがこれにあたる。その他、動物の精子をオタマジャクシと呼ぶことがあるのも、同様に形から来る比喩である。「いまだ蛙に成れない子供・半端者」という比喩で使われる場合がある。
また、俳句では春の季語となっている。ただ、オタマジャクシでは言葉として長いため、中国語名に由来する「蝌蚪（かと）」が使われることが多い。その他の別名として「活東」「活師」「懸針」「玄魚」がある。
『ポケットモンスター』シリーズの中にもニョロモやオタマロとそれらの進化形，など、オタマジャクシをモチーフにしたものがいくつか存在する。それらに見られるおおよその共通点は腹の渦巻模様（透けて見える腸）の描写であり、デザイン上、欠かせない特徴と理解されていることが分かる。
三輪車で前輪が二つ後輪が一つの物をオタマジャクシタイプ（タッドポールタイプ）（英: Tadpole）とよぶ場合がある。

### 語源
和名は、滋賀県犬上郡多賀町に所在する多賀大社の由緒ある縁起物である「お多賀杓子（おたがじゃくし）」に起源ありとされている。この杓子（しゃくし、しゃもじ［杓文字］）の形状は、湾曲した柄と、食物をすくうことのできる窪みを持った円形の先端部からなる独特のもので、そこから飛躍的連想の働きにより、相似の形状を持つカエルの幼生の呼称「おたまじゃくし」の派生につながったとのことである。「お多賀杓子」が全国に普及するなかで生まれた転訛形である「お玉杓子（おたまじゃくし）」を介し、その発音がそのままカエルの幼生の呼称ともなったとされる。「お玉杓子」は「玉杓子」「お玉」などの略称を持つが、生物の「おたまじゃくし」はこれを略した例がない。縁起などさらに詳しくは「多賀大社#お多賀杓子」を参照。

### 料理
中国の四川料理で紅点歯蟾のオタマジャクシを食べる文化があり、炎症を抑え、吹き出物に効果があるとされた。
インドでは、Bicolored frogのオタマジャクシを食用とする。
ペルーでは、Telmatobius mayoloiのオタマジャクシを食用や薬とする。

## オタマジャクシが降る不可解現象
2009年（平成21年）6月初旬から日本の各地でオタマジャクシが空から降ってきたとも考えられる不可解な事象が起こった。なかには、フナなどの小魚もわずかであるが含まれるという。